# Собор Святого Йосипа (Гайдарабад)
Собор Святого Йосипа — католицький собор у Гайдарабаді, Індія. Це собор архієпархії Гайдарабад і один з найкрасивіших серед церков Гайдарабада, штат Телангана, Індія.

## Історія
Перший католицький собор у Гайдарабаді був збудований в 1820 році європейськими місіонерами з організації «Папський інститут закордонних місій». Будівництво сучасного храму почалося в 1869 році, коли священик Антоніо Тальябуе купив земельну ділянку для будівництва католицької  школи Всіх Святих, монастиря і храму. 18 березня 1870 священик  П'єтро Капротті, майбутній апостольський вікарій Гайдарабада, освятив наріжний камінь нового храму під час святкування пам'яті святого Йосипа. У 1872 році священик Луїджі Мальберті закінчив будівництво головної будівлі церкви, яка була освячена під час Різдва 1875 року. 1 вересня 1886 года апостольський вікаріат Гайдарабада був перетворений в єпархію і в 1887 році декретом Римського папи  Льва XIII церква святого Йосипа отримала статус кафедрального собору.